# Juncalinho
Juncalinho es una villa caboverdiana del municipio de Ribeira Brava.

## Geografía
La villa está situada en la isla de São Nicolau.

## Organización territorial
La villa abarca los lugares y barrios de:
- Juncalinho
- Spencer